# Дуират
Дуират (на берберски: Eddwirat или Igherman; на арабски: دويرات) е берберско село в Южен Тунис, област Татуин.
Намира се на 22 км югозападно от град Татуин в пресечен планински район.
На хълм в близост до съвременното село се намират руините на старото едноименно село. Градежите на склона на планината датират от XII век. Представлявало е вид укрепено селище, наричан от берберите „ксар“ (или „к'сар“). Както и други подобни берберски селища, то е построено на билото на хълма (в този случай между 2 издатини на хълма), за да се защитава от атаки на араби-бедуини и други врагове.
Дуират е редовна спирка в Южнотунизийския туристически маршрут, включващ и ксарите Шенини, Ксар Улед Солтане и Хадада.